# Empagliflozina
A empagliflozina, comercializada sob o nome comercial de Jardiance, entre outros nomes, é um medicamento utilizado conjuntamente com dieta e exercícios para o tratamento do diabetes tipo 2. É menos utilizado que a metformina e as sulfonilureias. Pode ser combinado com outros medicamentos, como a metformina ou a insulina. Não é indicado para diabetes tipo 1. A administração é via oral.
Os efeitos colaterais comuns incluem infecções do trato urinário, infecções fúngicas na região da virilha e dores nas articulações. Os efeitos colaterais mais raros, porém mais graves, incluem uma infecção de pele na virilha chamada gangrena de Fournier e uma forma de cetoacidose diabética com níveis normais de açúcar no sangue. Não é recomendado seu uso durante a gravidez e a amamentação. Também não é aconselhado para pessoas com doença renal grave, embora possa ajudar a retardar a progressão de problemas renais leves. A empagliflozina é um inibidor do co-transportador de sódio - glicose-2 (SGLT-2) e atua aumentando a excreção de açúcar pela urina.
A empagliflozina foi aprovada para uso médico nos EUA e na União Europeia em 2014.  Está incluída na Lista de Medicamentos Essenciais da Organização Mundial da Saúde. No Reino Unido, um mês de tratamento custa ao NHS cerca de £36.59, conforme dados de 2019. Nos EUA, o custo de atacado para esse mesmo período é de cerca de US$442. Em 2017, foi o 228º medicamento mais prescrito nos Estados Unidos, com mais de dois milhões de prescrições.